# Jean Loret
Jean Loret (Carentan, 1595 ó 1600 - París, 1665) fou un escriptor i poeta francès conegut per la publicació de notícies setmanals de la societat parisenca de la seva època a partir del 1650 i en vers, sota el nom de Lettres en vers, en el que es va anomenar gaseta burlesque. Se l'anomena com el «pare del periodisme» pels seus escrits d'actualitat.
De formació autodidàctica, els seus versos, els escrivia a manera de cartes setmanals dirigides a la seva protectora Marie de Hautefort, on feia al·lusions a la política, el teatre, la literatura, l'entreteniment a la cort del rei i a xafarderies de carrer, i les va fer imprimir i publicar en tres volums sota el nom La Muse historique (1650, 1660, 1665). Es creu que el primer volum, dins el capítol «Comme un conte de la Mere Oye» ("com un conte de Mama Oca"), conté la referència escrita més antiga als contes de Mama Oca. Quan el mecenes d'en Loret, Nicolas Fouquet, va ser arrestat i empresonat a la Bastilla, Loret va ser un d'entre els diversos membres de la societat francesa que van acudir a la seva defensa. També Loret va ser el tema central d'un retrat fet pel gravador Robert Nanteuil, l'obra del qual estava centrada en figures de la cort de Lluís XIV de França.
Després de la seva mort, altres escriptors com Boursault, Perdou de Subligny o Robinet, van continuar la tradició de la gaseta burlesque fins a gairebé el final del segle xvii. A una avaluació de la premsa francesa el 1868, Charles Dickens va anomenar el diari de Loret com «el més intel·ligent de tots» dels començats a publicar en el període posterior a la mort de Lluís XIV de França, i va assenyalar que va ser capaç d'escapar de la censura del govern fins al 1652; a partir d'aquesta data el govern va prohibir a en Loret d'escriure sobre assumptes de l'Església o de l'Estat.